# Irfan Smajlagić
Irfan Smajlagić, (Banja Luka, 16. listopada 1961.) hrvatski je rukometaš i rukometni trener.
Olimpijski je pobjednik iz Atlante 1996. i brončani s Olimpijskih igara u Seulu 1988., svjetski doprvak sa Svjetskog prvenstva na Islandu 1995. i zlatni na Mediteranskim igrama 1993. u Languedoc-Roussillonu.
Kao član reprezentacije 1996. godine dobitnik je Državne nagrade za šport "Franjo Bučar".
S hrvatskom mladom reprezentacijom 2006. osvojio je zlato na europskom prvenstvu.